# Witold Kałuski
Witold Kałuski (ur. 3 stycznia 1922 w Warszawie, zm. 21 stycznia 1991 tamże) – polski aktor filmowy, telewizyjny i radiowy, śpiewak.
Jako żołnierz Armii Krajowej uczestniczył w powstaniu warszawskim. 
Aktor Teatru Wybrzeże w Gdańsku (1946–1948), Teatru Polskiego w Poznaniu (1948–1949) i Teatru Dramatycznego w Szczecinie (1949–1951) oraz teatrów warszawskich: Ludowego Teatru Muzycznego (1951–1953), Ateneum (1953–1955), Komedia (1956–1964, 1972–1979), Klasycznego (1964–1971).
Znany wykonawca pieśni i piosenek wojskowych, w szczególności powstańczych.

## Filmografia (wybór)
- Zamach (1959) jako lekarz
- Godzina pąsowej róży (1963) jako podrywacz na ulicy
- Jak rozpętałem drugą wojnę światową (1969) jako włoski kapitan
- Wezwanie (1971) jako Antoni, brat Jadwigi
- Poszukiwany, poszukiwana (1972) jako Górecki
- Czterdziestolatek (1974-1977) jako inżynier Bliniak
- Sam na sam (1977) jako dyrektor "Mody Polskiej"
- Panny z Wilka (1979) jako woźnica w Wilku
- Dom (1980-2000) jako kelner w lokalu
- Człowiek z żelaza  (1981)
- Miś (1981) jako bileter na Okęciu
- Wielki statysta (1983) jako Branicki

## Odznaczenia
- Krzyż Walecznych (1970)
- Krzyż Partyzancki (1974)
- Medal 10-lecia Polski Ludowej (1955)
- Medal 40-lecia Polski Ludowej (1985)
- Medal za Warszawę 1939–1945 (1968)
- Medal Zwycięstwa i Wolności 1945 (1968)
- Odznaka "Za zasługi dla Warszawy" (1977)